# Akitio (Nouvelle-Zélande)
Akitio est une petite ville située dans le district de Tararua dans la partie sud de la côte est de l’île du Nord de la Nouvelle-Zélande.

## Situation
Le fleuve Akitio s’écoule sur approximativement 35 kilomètres dans la direction du sud-est vers le nord-ouest, menant à la ville de Weber, sur le trajet de la route State Highway 52 /S H 52 (en).

## Population
Avec une population permanente fluctuant entre 30 et 300 personnes, la main d’œuvre prédominante participant aux statistiques est gonflée par ceux qui travaillent en dehors du village.

## Industrie
Akitio est avant tout un district d’élevage, spécialisé dans la production de moutons et de bœufs. 
Les autres industries locales sont la capture des écrevisses avec un quota annuel et une citerne d’entreposage à la station d’Akitio, un aérodrome, le travail de la terre, et dans une mesure limitée: la réparation des bateaux et la sous-traitance pour la construction navale.

## Histoire
En 1911, le comté d’Akitio-Est était gouverné par le conseil de Pongaroa, situé approximativement à 30 km de la plage d’Akitio et de la concession d’Akitio, la station d’élevage de Marainanga, et de la station balnéaire de Monaroa.
Cette zone, à l’origine (et encore récemment, jusqu’en 1908), dépendait de 2 établissements : l’établissement de Marainanga, et l’établissement d’Akitio et couvraient respectivement 38,000 acres (soit 150 km2) et 50,000 acres (soit 200 km2).
La région a été subdivisée durant les 100 dernières années pour former des blocs, correspondant à des familles individuelles, d’approximativement 600 acres soit 2,4 km2), jusqu’à ce qu’il ne reste plus actuellement que 600 acres (2,4 km2) de l’établissement originel de la station d’élevage au sens de la Nouvelle-Zélande.

## Infrastructures et voies de communication
Au maximum de la fréquentation, les bateaux pouvaient venir une fois par semaine à l’embouchure du fleuve Akitio, avant la transformation de la région en fermes d’élevage et l’érosion des sols qui en découla. Ils pouvaient trouver une possibilité d’ancrage à l’abri des tempêtes et des hautes marées, du fait des reflux et de la montée des flots, qui pouvaient atteindre 10 km à l’intérieur des terres, brassant des débris et le peu de sédiments provenant du fleuve.
Aujourd’hui, l’embouchure du fleuve peut pratiquement être franchie à pied à marée basse, approximativement en regard de la maison du maître de l’ancien port ou de l’estuaire, qui flanque les 3 bâtiments de la ferme historique, et il est caractérisé par son envasement majeur.
La pointe d’Akitio, située à approximativement 1,5 km au sud de l’embouchure du fleuve, offre une protection locale aux pêcheurs de paua,(écrevisses) et de différents types de poissons nobles, qui peuvent y être facilement attrapés.
La compétition annuelle de pêche d’Akitio attire les amateurs et les professionnels de toute la région.
La pointe était historiquement le lieu de 3 entrepôts ruraux, qui recueillaient une centaine de balles de laine, produites annuellement par les stations d’élevage de moutons et ils servaient aussi à stoker les rouleaux de fil de fer barbelé et autres biens manufacturiers, déchargés à partir des bateaux de passage.
Une jetée, dont les restes caractérisent le paysage à marée basse, s’étendait dans le ressac pour les décharger à partir des ferries de passagers et autres cargos, qui amenaient et ramenaient le fret. 
La laine était chargée grâce à de petites embarcations par trains de ballots.
Plusieurs bateaux ont été perdus dans la baie d’Akitio, et en particulier le Peladies (une unité de1 020 tonnes) en 1899, dont certaines parties peuvent toujours être retrouvées à marée basse et sont éparpillées comme des monuments historiques. 
La plage reste une attraction très populaire pour les surfeurs mais aussi pour les pêcheurs.
Les connexions téléphoniques : lignes publiques ou en lignes partagées, étaient disponibles au niveau du principal bâtiment de ferme jusque vers les années 1988 /1989, bien que les lignes de téléphone privées avaient été installées depuis plus d’un siècle entre les bâtiments des deux rives et les blocs plus éloignés.
On voit encore les restes du vieux moulin «Riparian», dont les diverses infrastructures hydrauliques survivent encore jusqu’à ce jour.

## Accès
La ville de Dannevirke, la ville moderne correspondant à Akitio, est située à 74 km à l’intérieur des terres à partir de la côte et environ 1 heure de voiture par la route, mais le goudronnage de la route allant de Akitio à Dannevirke n’a été terminé qu’aux environs de 1997.

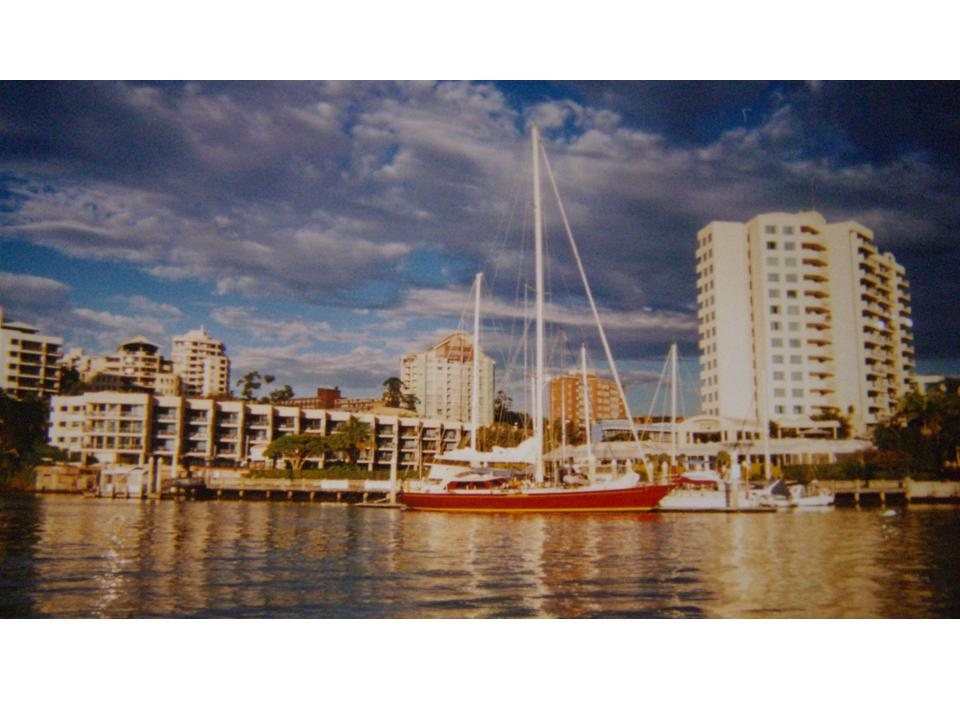
Le bâtiment, Brisbane, QLD 2003

Dans la mémoire des gens actuellement vivants, le voyage jusqu’à Dannevirke  pouvait prendre 3 heures pour les familles de la côte, qui ne faisaient le déplacement vers la ville que très occasionnellement et pour y séjourner plusieurs jours à chaque fois dans un hôtel local, où est situé actuellement le KFC de Dannevirke.
Avant ceci, les steamers, qui allaient vers Wellington ou Napier, constituaient le mode de transport préféré pour rejoindre la civilisation.
Bien que les voyages par la mer ne soient plus une nécessité habituelle pour les résidents d’Akitio, leurs rapports avec la rivière et l’océan continuent à être importants à la fin du XXe siècle par le biais de multiples évènements sportifs comme les courses en haute mer (voir ci-dessous).

## Sport et vie en communauté
L’activité communautaire locale était florissante et forte de 5 équipes de rugby, qui étaient en compétition pour les droits locaux au maximum de l’emploi. 
- Les joueurs de rugby à XV, les plus illustres de l’ère moderne, sont les frères Brad et Clint Newland (en), qui résidèrent durant leur jeunesse dans la station d’Akitio.

En plus de la “Rugby Union”, la station d’Akitio offre un terrain de cricket, qui reçut l’équipe anglaise de cricket, car M. Armstrong, possesseur d’un domaine à Akitio, était un homme  bien en vue avec un intérêt passionné pour ce sport.
Bridget Kight, de la  Station d’Akitio (arrière-petite-fille de M. Armstrong), joua au niveau  international  pour le compte de la Nouvelle-Zélande dans la Black Sticks (en), équipe féminine de hockey  (2006–2008) et sa sœur Charlotte Kight (en) est un membre actuel  (2009) de l’équipe féminine nationale de  netball : les Silver Ferns.
Le Challenge Akitio, est un événement, qui eut lieu pour la première fois en 1990  et qui contribue au fonds de dotation de l’école locale (établissement datant de 1893) bien que plus récemment il a fourni des fonds pour les projets d’autres structures communautaires

### Sports aquatiques
Le premier "Challenge d’Akitio" attira l’attention des médias nationaux car la participation fut promue à l’aide de prix de loterie comportant 10 jours de vacances luxueuses sur le maxi yacht :Condor of Bermuda (en); quelque part, n’importe où dans le Pacifique Sud.

### Sports et clubs
Sur un ton moins formel, la course «Annual Akitio [motor] Bike Ride» constitue aussi un évènement très populaire pour les habitants locaux et donne une chance de partager et de comparer ses notes sur un ensemble de performances à travers la région.

## Installations publiques
À l’opposé du site des derniers restes des 3 fermes à moutons, se trouvent le terrain de camping de la pointe d’Akitio et la plage de surf d’Akitio .
L’occupation initiale des locaux, ayant incorporé les installations de la section de secours aux surfeurs, on trouve le Akitio Boat Club, qui comprend des membres de l'équipage du Condor (en) de Bob Bell.
Le centre communal, la station de pompiers et les installations de douches publiques sont situées à l’opposé de l’école primaire locale dans le centre de la ville, à environ 2,5 km de Akitio Homesteads et environ 1 km de la fin de la route de la pointe.